# ريكي راي
ريكي راي (بالإنجليزية: Ricky Ray)‏ هو لاعب كرة القدم الكندية أمريكي، ولد في 22 أكتوبر 1979 في Happy Camp, California ‏ في الولايات المتحدة.

## وصلات خارجية
- ريكي راي على موقع IMDb (الإنجليزية)